# キヌカツギハマシイノミガイ
キヌカツギハマシイノミガイ（衣被浜椎の実貝）、学名 Melampus sincaporensis は、有肺目オカミミガイ科に分類される巻貝の一種。西太平洋暖海域沿岸に分布し、汽水域の塩性湿地周辺に生息する。標準和名は卵形・褐色で色帯が入った貝殻がサトイモの小芋「きぬかつぎ」に似ることに由来し、和名末尾の「ガイ」を省略し「キヌカツギハマシイノミ」とも呼ばれる。

## 特徴
成貝の貝殻は殻高8mmほど、稀に10mmを超える。ハマシイノミガイ属の中では比較的小型の部類である。貝殻は薄質、体層が縦長で螺塔は低く、鶏卵やドングリに近い形をしている。殻表は淡褐色の地色に黒褐色の色帯が数本入り、その上に光沢のない殻皮を被る。但し個体によっては色帯が全く無いものもあり、また殻表は傷や侵食などで荒れ易いため色帯が確認しにくいことも多い。
殻口は縦長で狭く、外唇は薄いが、殻底周辺はわずかに肥厚・外反する。殻口の歯は、まず内唇中央のやや下方に強い1歯があり、殻の奥までレール状に続く。この強い1歯の上方には弱く小さい歯が3個、ときには4個ほどあるが、極く短くて奥には続いていない。殻口下端には軸唇に巻き付くような強い1歯があり、内部までレール状に続いている。この軸唇歯と前述の内唇下方の強い1歯との間に、ときに強い段差ができて段差部分が角張ることがある。外唇内側には水平に走る短いレール状の歯が5-10個ほどあるが、この部分の歯の数やその強弱には変異がある。
軟体部は、日本産のものでは頭部周辺は黒いが、触角の中ほどが半透明の淡褐色である。

## 名称
標準和名は、同属のハマシイノミガイ M. nuxeastaneus に似ることと、卵形・褐色で色帯が入った貝殻がサトイモの小芋「きぬかつぎ」に似ることに由来する。和名末尾の「ガイ（貝）」を省略し「キヌカツギハマシイノミ」とすることもある。韓国名は「낮은탑대추귀고둥」（"低塔棗耳貝"の意で、"棗耳貝"はオカミミガイを指す）。
学名の属名 Melampus （ギリシア語：Μελάμπους）は、melas （黒い）＋pous, pod （足）で「黒い足」の意（原義）、もしくはギリシア神話に登場する有名な占術師のメラムプース。種小名 sincaporensis は「シンガポールに産する～」の意で、タイプ標本（新種記載に用いられた標本）がシンガポール産であったことによる。

## 分布
日本（本州中西部・四国・九州）、朝鮮半島南部、中国大陸沿岸、台湾、フィリピン、シンガポール、インドネシアなど、東アジアの温帯から東南アジアの熱帯域にかけての西太平洋-インド洋沿岸に分布する。タイプ産地はシンガポールである。
日本での分布の東限は三河湾である。かつては関東地方にも生息し、千葉県市原市の縄文時代の貝層からも報告されているが、三浦半島では20世紀後期に絶滅したとされ、千葉市でも絶滅したとみなされている。

## 生態
波が静かな内湾・汽水域の塩性湿地に生息する。大潮の満潮時に水につかるほどの波打ち際直上部で、ヨシ、チガヤ、スイバなどの植物が生えた区域の、転石・枯れ草・漂着物等の下に潜む。同所的に見られる近縁種はオカミミガイ、ナラビオカミミガイ、オキヒラシイノミガイ、シイノミミミガイ等で、他にはフナムシ、カクベンケイガニ、アカテガニ、ハサミムシ等も見られる。

## レッドリスト掲載状況
- 絶滅危惧II類 (VU)（環境省レッドリスト）

- - 県別レッドリスト

絶滅 - 兵庫県
絶滅危惧I類 - 愛知県・愛媛県・大分県・福岡県・佐賀県・熊本県・鹿児島県
絶滅危惧II類 - 三重県

他のオカミミガイ類と同様に、海岸の埋立や改修等で生息地が減少している。海から陸への緩やかな移行区間に生息し、生息環境の好みも厳密なため、船着場や道路の整備等が生息地の消滅に繋がり易い。日本の環境省が作成した貝類レッドリストでは、2007年版で絶滅危惧II類（VU）として掲載された。しかし各県が独自に作成したレッドリストではそれよりも厳しいランク付けが多く、絶滅が危惧されている。

## 資料
原記載から20世紀初頭までの比較的古い時代に文献の記録。ただしこれらは同じ学名で報告されているというだけで、実際に全てが同種であるという保証はない。1855年にプファイファーが著した 『Novitates Conchologicae』 の図版12、図15・16にシンガポール産の標本が図示されている。
| - 1855 Melampus Sincaporensis Pfeiffer Malakozoologische Blätter 2, p. 8. （シンガポール：タイプ産地）＜原記載＞ - 1855 M. Sincaporensis Pfeiffer Novitates Conchologicae I, p.46, pl.12, fig.15, 16. (タイプの図) - 1856 M. sincaporensis Pfeiffer Monographia Auriculaceorum viventium. p. 41. - 1858 M. Sincaporensis Pfeiff.: H. et A. Adams, Gen. of rec. Moll. vol.2, p.243. | - 1876 M. sincaporensis Pfeiffer Monographia Pneumonopomorum viventium vo.3, suppl., p.311. - 1897 M. Singaporensis Pfeiff.: von Martens, Moll. Weber, p.165, pl.8, fig.5, 23.(インドネシアのセラム島とアンボン) - 1898 M. sincaporensis Pfeiff.: Kobelt, Mon. Conch. Cab. 2 edit, II, p. 196, pl. 22. lig. 15, 16. - 1905 M. sincaporensis Pfeiff.: Dautzenberg et H. Fischer, Journal de Conchyliologie 53, p.114. （トンキン) |